# Hands (chanson de Jewel)
 (janvier 2021).
 (juillet 2023).
Si vous disposez d'ouvrages ou d'articles de référence ou si vous connaissez des sites web de qualité traitant du thème abordé ici, merci de compléter l'article en donnant les références utiles à sa vérifiabilité et en les liant à la section « Notes et références ».
Hands est le premier single sorti du deuxième album de la chanteuse américaine Jewel, Spirit (1998). Jewel a écrit la chanson à la suite d'un incident au cours duquel elle a envisagé de voler une robe d'été après avoir été renvoyée de divers emplois en raison de problèmes rénaux, et elle a décidé que ses mains étaient mieux adaptées à l'écriture de chansons qu'à voler des vêtements. Écrites comme l'une des dernières chansons de l'album, les paroles expriment à quel point les plus petites décisions ont le pouvoir d'apporter des changements. Ballade au piano, la chanson a été diffusée aux stations de radio américaines le 16 octobre 1998.
Aucun single commercial n'a été publié aux États-Unis, et les singles qui ont été publiés à l'échelle internationale ont reçu la version de l'album. L'édition radio ne peut être trouvée que sur les promotions du single. Même sans sortie physique, la chanson a atteint le numéro six sur le Billboard Hot 100 et la vidéo a atteint un sommet au palmarès Top 20 de VH1. Elle a également atteint le numéro un au Canada pendant une semaine et a atteint un sommet dans le top 30 en Australie, aux Pays-Bas et en Nouvelle-Zélande. Une « version de Noël » de la chanson apparaît sur Joy: A Holiday Collection.